# Syracuse University
Syracuse University – amerykańska uczelnia niepubliczna z siedzibą w Syracuse w stanie Nowy Jork. 
Uniwersytet założono 24 marca 1870 na bazie Genesee College, powstałego w pierwszej połowie XIX wieku, który ze względu na małą liczbę studentów i brak funduszy zlikwidowano, a placówkę przeniesiono z miejscowości Lima w hrabstwie Livingston do Syracuse. 
W roku akademickim 2016/2017 liczba studentów wynosiła 15 196. W 2017 w rankingu uniwersytetów amerykańskich uczelnia uplasowała się na 60. pozycji.
Drużyny sportowe Syracuse University noszą nazwę Syracuse Orange i występują w NCAA Division I. Najbardziej utytułowaną jest drużyna lacrosse’a, która do 2009 dziesięć razy zdobyła mistrzostwo NCAA.
Absolwentami uczelni są między innymi pisarka Joyce Carol Oates, astronautka Eileen Collins, scenarzysta Aaron Sorkin oraz 46. prezydent Stanów Zjednoczonych Joseph Biden.